# آشپزی مراکشی
آشپزی مراکشی (عربی: المطبخ المغربی‎) تحت تأثیر تعاملات و تبادلات با فرهنگ‌ها و ملل مختلف در طول قرن‌ها شکل گرفته است. آشپزی مراکشی معمولاً ترکیبی از عربی، بربری، اندلسی، مدیترانه‌ای و آفریقایی است و تأثیرات کمی از آشپزی اروپایی (فرانسوی و اسپانیایی) دارد. مانند سایر آشپزی مغربی، آشپزی مراکشی بیشتر با آشپزی خاورمیانه شباهت دارد تا با سایر سبک‌های آفریقایی.
ببر اساس گفته‌های سرآشپز مراکشی و پژوهشگر غذا حسین هواری، قدیمی‌ترین نشانه‌های آشپزی مراکشی که هنوز هم قابل مشاهده است به قرن هفتم قبل از میلاد برمی‌گردد.
آشپزی مراکشی به خاطر طعم‌های قوی و متنوع خود شناخته شده است که معمولاً از طریق استفاده ماهرانه از ادویه‌جاتی مانند زیره، دارچین، زردچوبه، زنجبیل و زعفران به دست می‌آید.
این غذا همچنین بازتاب‌دهنده نقش تاریخی مراکش به عنوان یک تقاطع تمدن‌ها است، با تأثیرات یهودی، موری و عثمانی که در سنت‌های محلی آشپزی لایه‌لایه شده‌اند. غذاها معمولاً تعادل بین طعم‌های شیرین و شور را برقرار می‌کنند، همان‌طور که در طاجین و پاستیلا دیده می‌شود. مواد اصلی شامل کوسکوس، زیتون، لیموهای کنسرو شده و مجموعه‌ای از سبزیجات و گوشت‌های فصلی، به‌ویژه گوشت بره و مرغ است.
غذاها معمولاً با مجموعه‌ای از سالادها آغاز می‌شوند که به عنوان زالوک و غیره شناخته می‌شوند و با خوبز، نانی گرد و ترد، همراه هستند.
سنت‌های آشپزی مراکشی به‌طور عمیق در تنوع منطقه‌ای و فرهنگی کشور ریشه دوانده است، به‌طوری‌که هر منطقه تخصص‌ها و تنوع‌های خاص خود را در غذاهای ملی ارائه می‌دهد. شهرهای ساحلی به غذاهای دریایی تمایل دارند، در حالی که مناطق داخلی بر خورشت‌های دلچسب و گوشت‌های کبابی تأکید می‌کنند. غذاهای جشن و صرف غذا به‌صورت جمعی به‌ویژه در طول تجمعات مذهبی و خانوادگی نیز نقش کلیدی در فرهنگ غذایی مراکشی دارند.

## مواد لازم
مراکش دامنه وسیعی از میوه‌ها و سبزیجات مدیترانه‌ای و همچنین محصولات گرمسیری مانند حلزون‌ها را تولید می‌کند. گوشت‌های رایج شامل گوشت گاو، گوشت بز، گوشت گوسفند و بره است که به همراه مرغ و غذاهای دریایی به عنوان پایه‌ای برای آشپزی استفاده می‌شوند. طعم‌دهنده‌های خاص شامل ترشی لیمو، روغن آرگان، کره فرآوری شده (سمن)، روغن زیتون و میوه‌های خشک است.
غلات اصلی امروز شامل برنج و گندم است که برای تهیه نان و کوسکوس استفاده می‌شود، هرچند تا اواسط قرن بیستم، جو یک غذای اصلی مهم، به‌ویژه در جنوب، بود. انگور عمدتاً به‌صورت تازه و به عنوان دسر مصرف می‌شود؛ مصرف شراب تنها حدود ۱ لیتر به ازای هر نفر در سال است. چربی‌های سنتی برای پخت و پز شامل کره و چربی حیوانی است، هرچند که روغن زیتون اکنون در حال جایگزینی آنهاست. کره هم به‌صورت تازه، زبدة، و هم به‌صورت فرآوری شده، سمن، استفاده می‌شود.

## طعم‌دهنده‌ها
ادویه‌جات و رأس الحانوت به‌طور گسترده‌ای در غذاهای مراکشی استفاده می‌شوند. اگرچه برخی از ادویه‌ها از طریق عرب‌ها به مراکش وارد شده و تأثیرات آشپزی ایرانی و عربی را معرفی کرده‌اند، بسیاری از مواد اولیه—مانند زعفران از تلاوین، نعناع و زیتون از مکناس، و پرتقال و لیمو از فاس—محلی هستند و به خارج از کشور صادر می‌شوند. پس از تأسیس فاس توسط ادریسی‌ها در سال ۷۸۹، که در فرهنگ عربی غالب بود، بسیاری از ادویه‌ها از شرق آورده شدند. ادویه‌های رایج شامل دارچین، زیره، زردچوبه، زنجبیل، فلفل دلمه‌ای، گشنیز، زعفران، جوز هندی، میخک، رازیانه، انیس، جوز هندی، فلفل قرمز تند، شنبلیله، زیره سبز، فلفل سیاه و دانه کنجد هستند. بیست و هفت ادویه برای تهیه مخلوط ادویه مراکشی راس الحانوت با هم ترکیب می‌شوند.
گیاهان رایج در غذاهای مراکشی شامل نعناع، جعفری، گشنیز، پونه کوهی، نعناع فلفلی، مرزنجوش، شاه پسند، مریم گلی و برگ بو است.

## ساختار وعده‌های غذایی

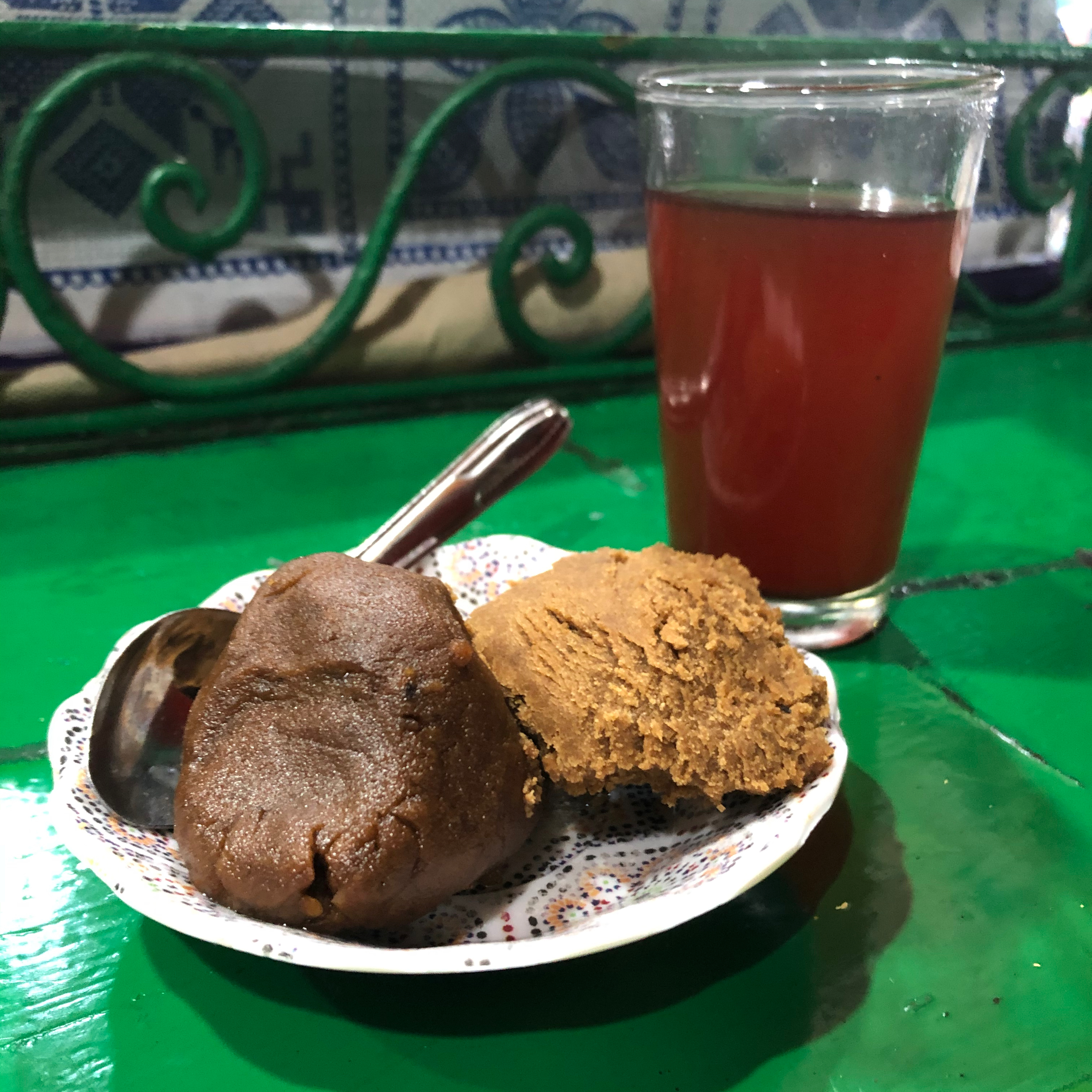
Khudenjal، یک چای گیاهی مبتنی بر خولنجان ، و دو نوع سلو در جما الفنا مراکش.

یک ناهار معمولی با مجموعه‌ای از سالادهای گرم و سرد آغاز می‌شود، که به دنبال آن یک طاجین یا دواز سرو می‌شود. معمولاً، برای یک وعده غذایی رسمی، یک غذای شامل گوشت بره یا مرغ بعد از آن سرو شده یا کوسکوس با گوشت و سبزیجات بعدآن قرار می‌گیرد. به‌طور سنتی، مراکشی‌ها با دست غذا می‌خورند و از نان استفاده می‌کنند. مصرف گوشت خوک و الکل به دلیل محدودیت‌های مذهبی نادر است.

## غذاهای اصلی

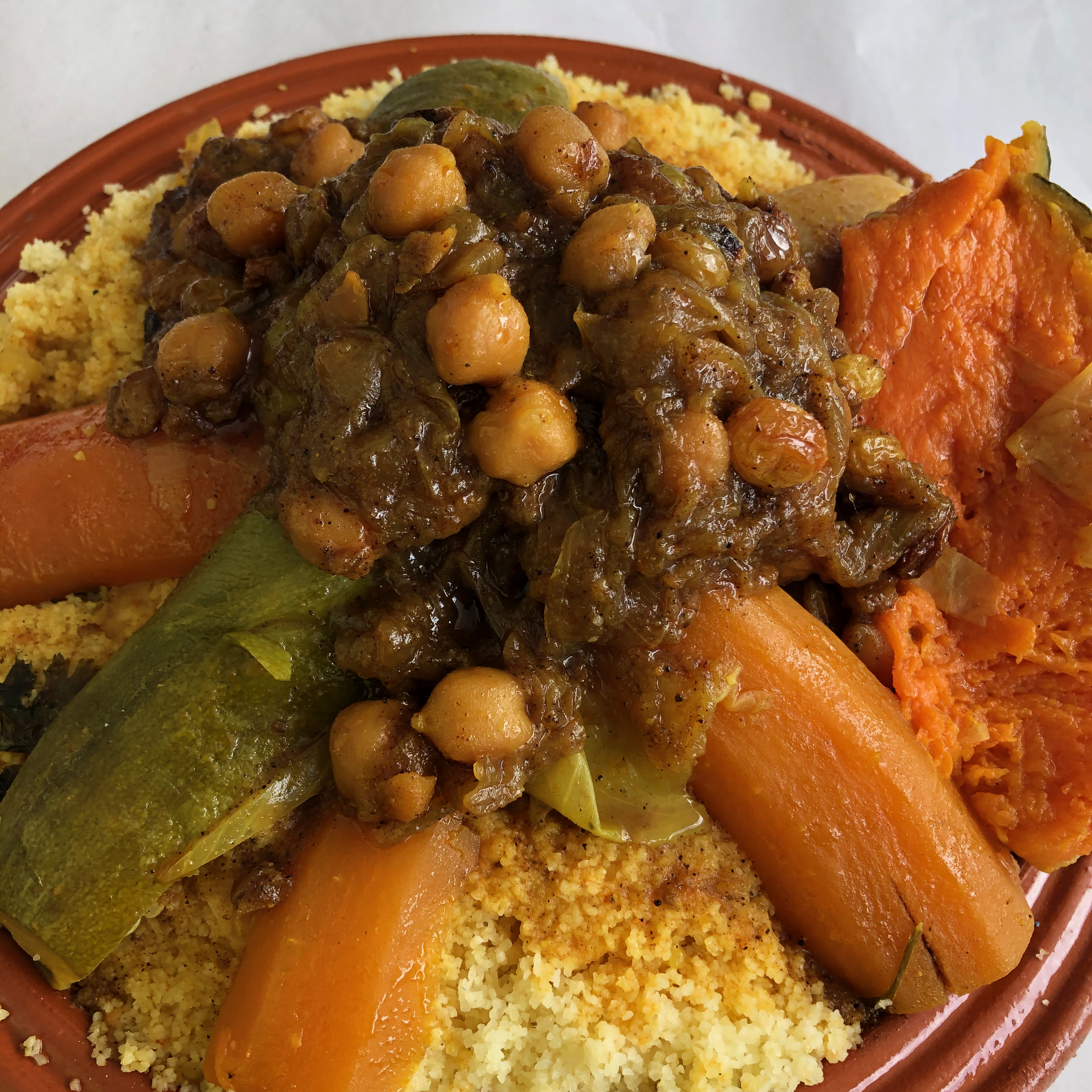
کوسکوس با سبزیجات، گوشت و تفایا، شیرینی‌ای از پیاز کاراملی، کشمش، شکر، کره و دارچین.

غذای اصلی مراکشی که بیشتر مردم با آن آشنا هستند، کوسکوس است؛ گوشت بره رایج‌ترین نوع گوشت در مراکش است که معمولاً در طاجین با انتخاب وسیعی از سبزیجات خورده می‌شود. مرغ نیز به‌طور بسیار رایجی در طاجین‌ها یا به‌صورت کبابی استفاده می‌شود. آنها همچنین از مواد اضافی مانند آلو، تخم‌مرغ آب‌پز و لیمو استفاده می‌کنند. مانند غذای ملی‌شان، طاجین طعمی منحصر به فرد از ادویه‌های محبوب مانند زعفران، زیره، دارچین، زنجبیل و گشنیز و همچنین فلفل قرمز آسیاب شده دارد.
آشپزی مراکشی دارای غذاهای دریایی فراوانی است. ساردین اروپایی به‌طور گسترده‌ای صید می‌شود، هرچند که مقدار آن در حال کاهش است. سایر گونه‌های ماهی شامل ماهی مکرل، آنچوی، ساردینلا و ماهی خال‌مخالی اسبی هستند.
دیگر غذاهای معروف مراکشی شامل پاستیلا (که همچنین به‌صورت بستیلا یا بستیل نوشته می‌شود)، تنجیا و رفیصه هستند.

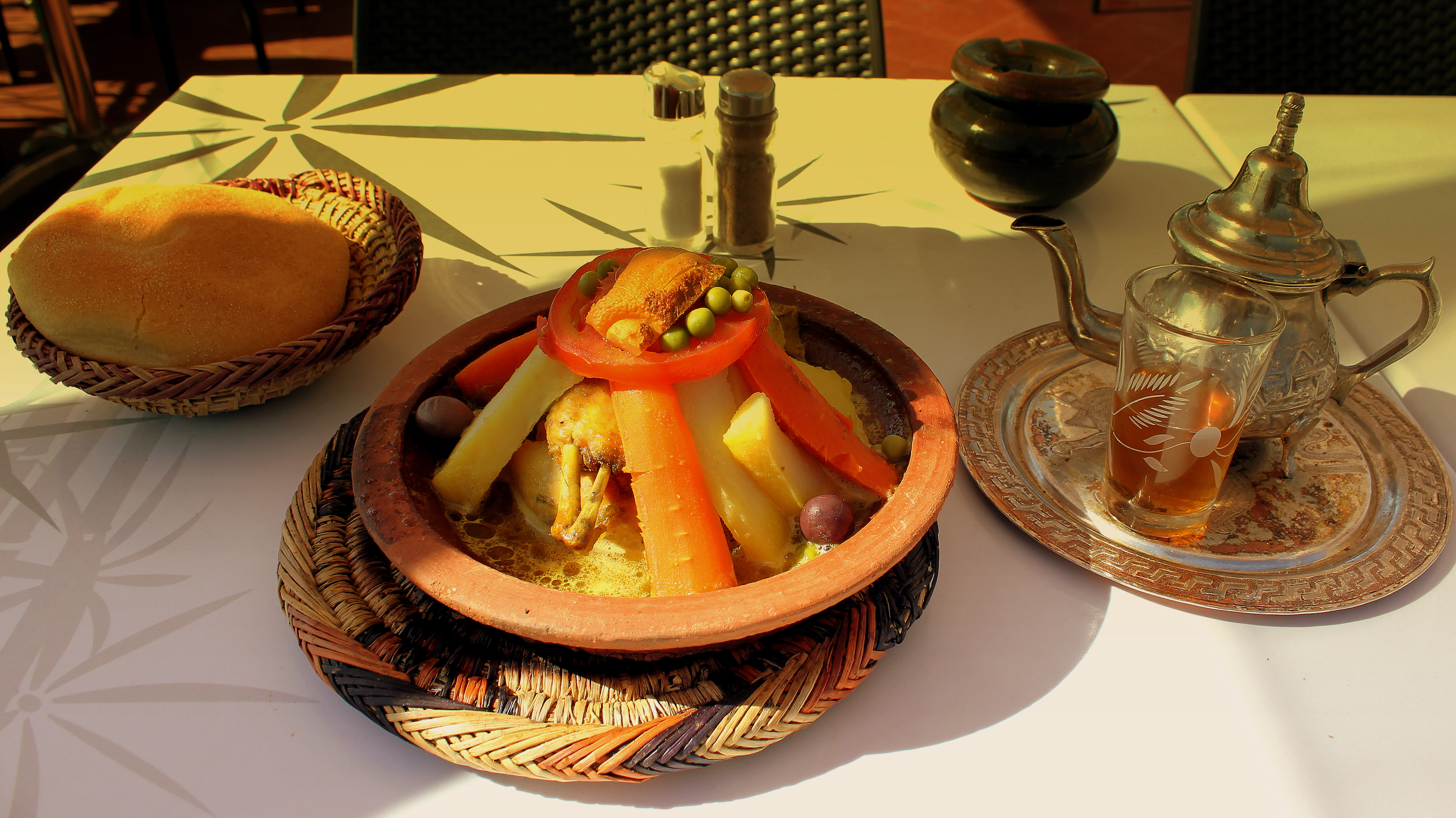
تاگین - مرغ و سبزیجات پخته شده با چای نعناع و خبز الدار.

بخش بزرگی از وعده غذایی روزانه نان است. نان در مراکش عمدتاً از سمولینای گندم دوروم به نام خوبز تهیه می‌شود. نانوایی‌ها در سرتاسر مراکش بسیار رایج هستند و نان تازه در هر شهر، شهرستان و روستا یک ماده غذایی اصلی است. رایج‌ترین نوع نان، نان گندم کامل با آرد درشت یا نان سفید یا باگت است. همچنین تعدادی نان تخت و نان‌های سرخ‌کرده بدون خمیر وجود دارد.
علاوه بر این، گوشت‌های خشک و نمک سود شده و گوشت‌های نمک‌زده نگهداری شده مانند خلیا و گدید (که اساساً بیکن گوسفند است) وجود دارد که برای طعم‌دهی به طاجین‌ها یا در الرغیف، که یک پنکیک خوشمزه مراکشی استفاده می‌شود.

## سوپ‌ها
حریره، یک سوپ غلیظ و متداول، در زمستان برای گرم شدن مصرف می‌شود و معمولاً برای شام سرو می‌گردد. این سوپ معمولاً با نان ساده یا با خرما در ماه رمضان صرف می‌شود. بیساره نیز یک سوپ بر پایه لوبیا است که در ماه‌های سرد سال مصرف می‌شود.
ببوش، یک سوپ حلزون خوشمزه و کمی تند، یک خوراکی سنتی در آشپزی مراکشی است. این سوپ با پختن حلزون‌های نرم در یک آبگوشت معطر که با مجموعه‌ای از ادویه‌های معطر مانند زیره، گشنیز و نعناع طعم‌دار شده، تهیه می‌شود.

## سالادها

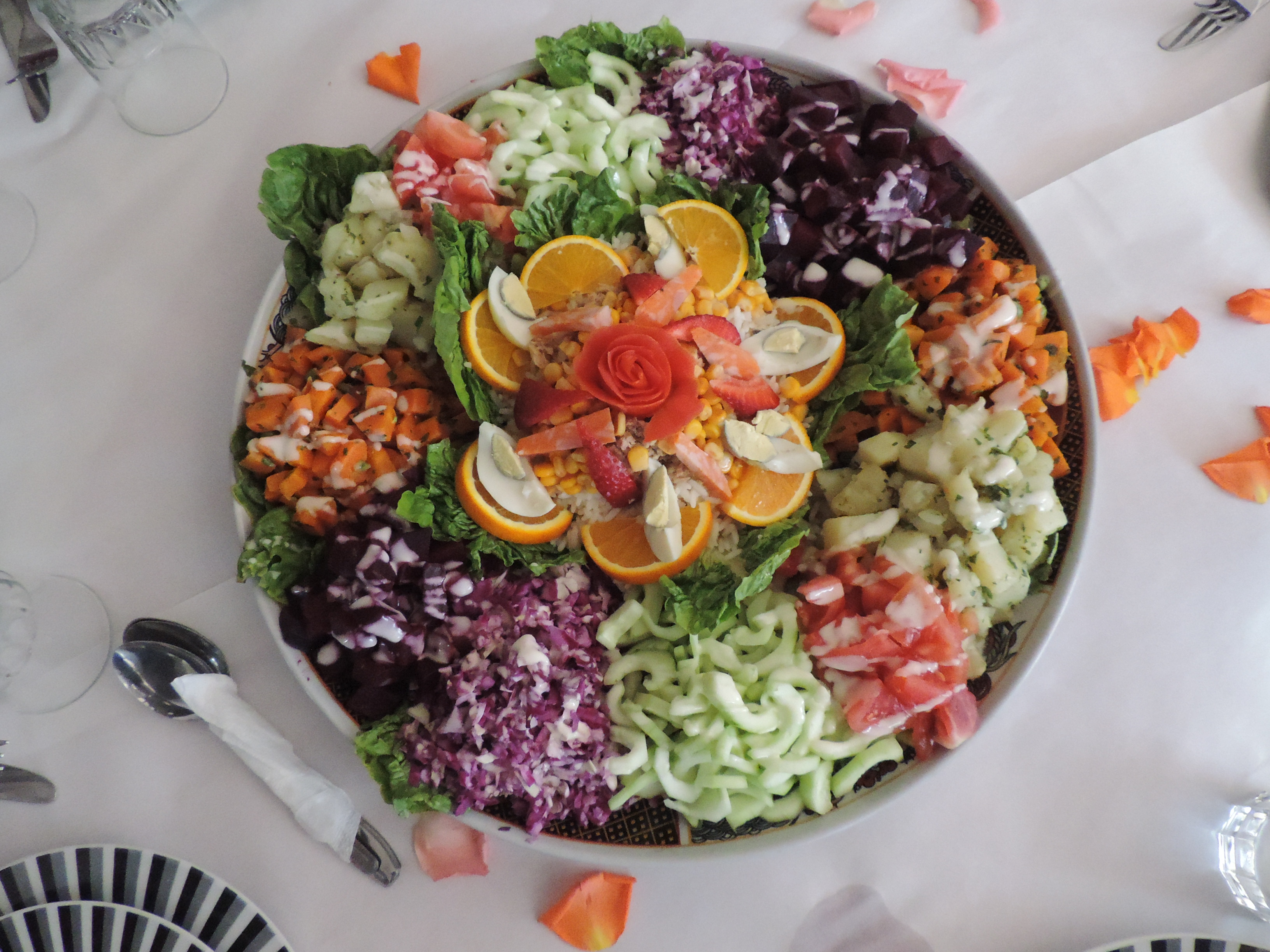
سالاد آسورتی که در بنی ملال سرو می‌شود

سالادها شامل سبزیجات خام و پخته هستند که به‌صورت گرم یا سرد سرو می‌شوند. آنها شامل زعلوک، یک مخلوط از بادمجان و گوجه‌فرنگی، و تکتوکا (مخلوطی از گوجه‌فرنگی، فلفل دلمه‌ای دودی، سیر و ادویه‌ها) هستند که ویژه شهرهای تازا و فاس است. یک سالاد سرد دیگر به نام بکولا یا خوبیزا وجود دارد که شامل برگ‌های پنیرک است، اما می‌تواند با اسفناج یا راکولا نیز تهیه شود و با جعفری، گشنیز، لیمو، روغن زیتون و زیتون سرو می‌شود.

## دسرها

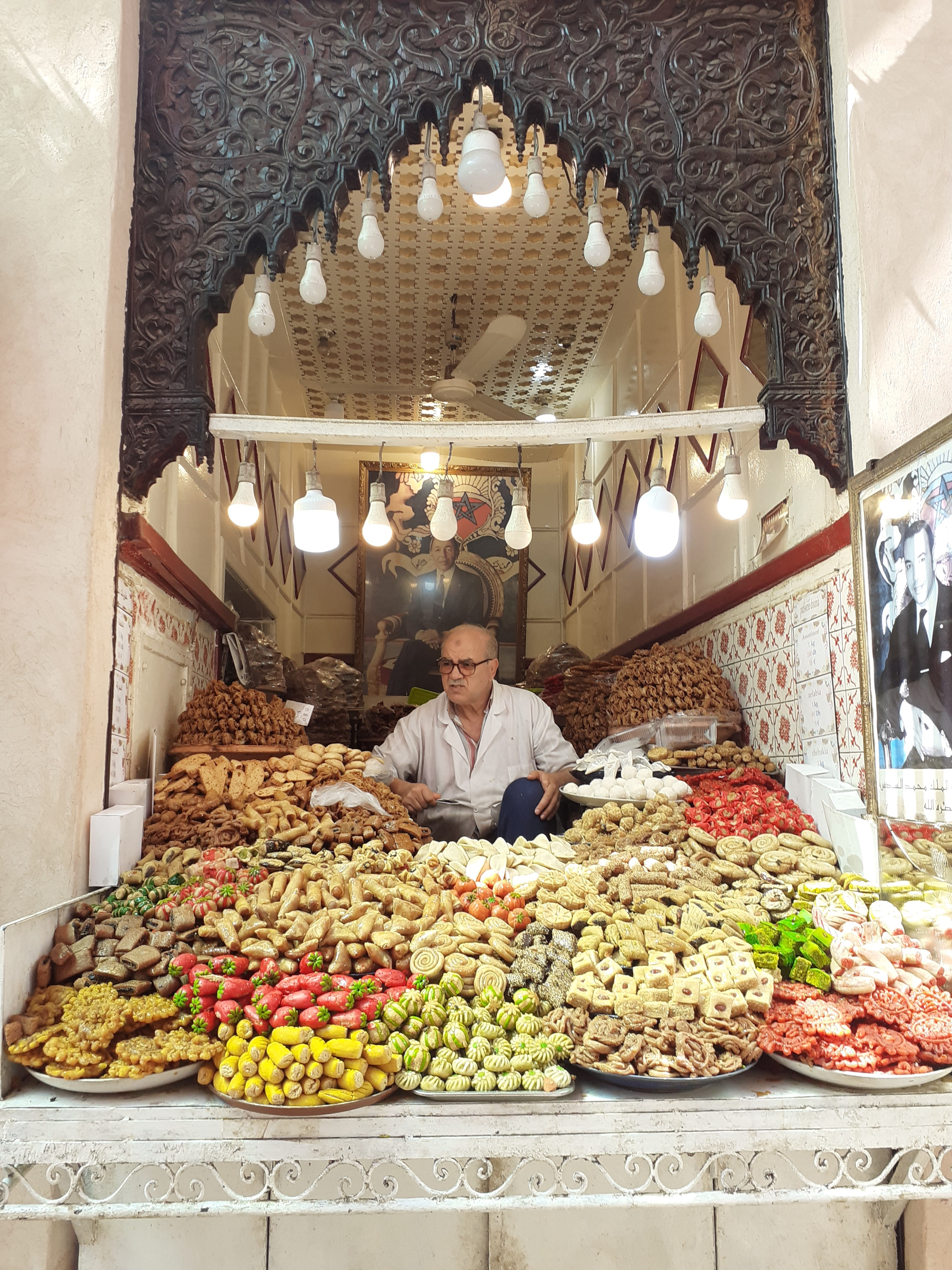
فروشنده کلوچه‌های سنتی مراکشی در مدینه قدیمی مراکش

معمولاً، میوه‌های فصلی به جای دسرهای پخته در پایان یک وعده غذایی سرو می‌شوند. یک دسر رایج کعب الغزال (مچ پاهای غزال)، یک شیرینی پر شده با خمیر بادام و روی آن با شکر تزئین شده است. دسر دیگر حلوا چبکیا است که خمیری به شکل گره‌ای است که سرخ شده، در عسل غوطه‌ور شده و روی آن دانه‌های کنجد پاشیده می‌شود؛ این دسر در ماه رمضان صرف می‌شود. جوهره یک خوراکی خاص از فاس است که با خمیر ورق سرخ شده، خامه و خلال بادام تفت داده شده تهیه می‌شود. کیک‌های فاج نارگیلی، 'زکر کوکو'، نیز محبوب هستند.

## غذاهای دریایی
مراکش با بیش از ۳۰۰۰ کیلومتر خط ساحلی غنی دارد. این آب‌های ساحلی دارای ماهی‌های فراوانی هستند که ساردین به‌عنوان یک منبع تجاری مهم شناخته می‌شود، زیرا مراکش بزرگ‌ترین صادرکننده ساردین در جهان است. ساردین‌ها در تولید گاروم در لیکسوس استفاده می‌شدند.
در بازارهای ماهی مراکش، می‌توان ماهی کفشکشمشیرماهی، ماهی تن، ماهی توربوت، ماهی خال مخالی، میگو، مارماهی کونگر، ماهی اسکیت، ماهی سرخو، خرچنگ عنکبوتی، لابستر و انواع نرم‌تنان را پیدا کرد.
در آشپزی مراکشی، غذاهای دریایی در تهیه تاجین‌ها, بستیل, بریوات و پائیا گنجانده می‌شود.

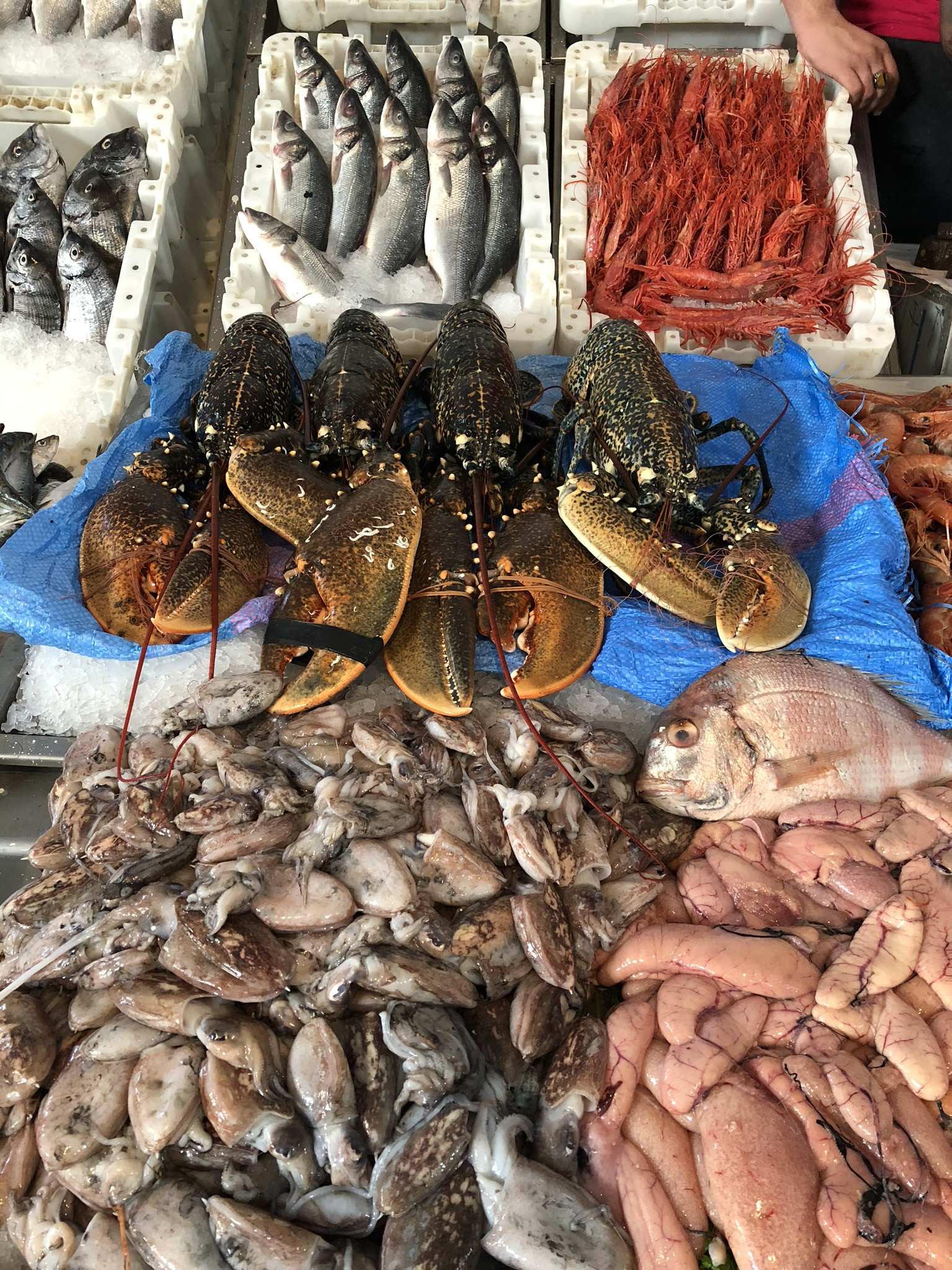
غذاهای دریایی برای فروش در بازار مرکزی کازابلانکا

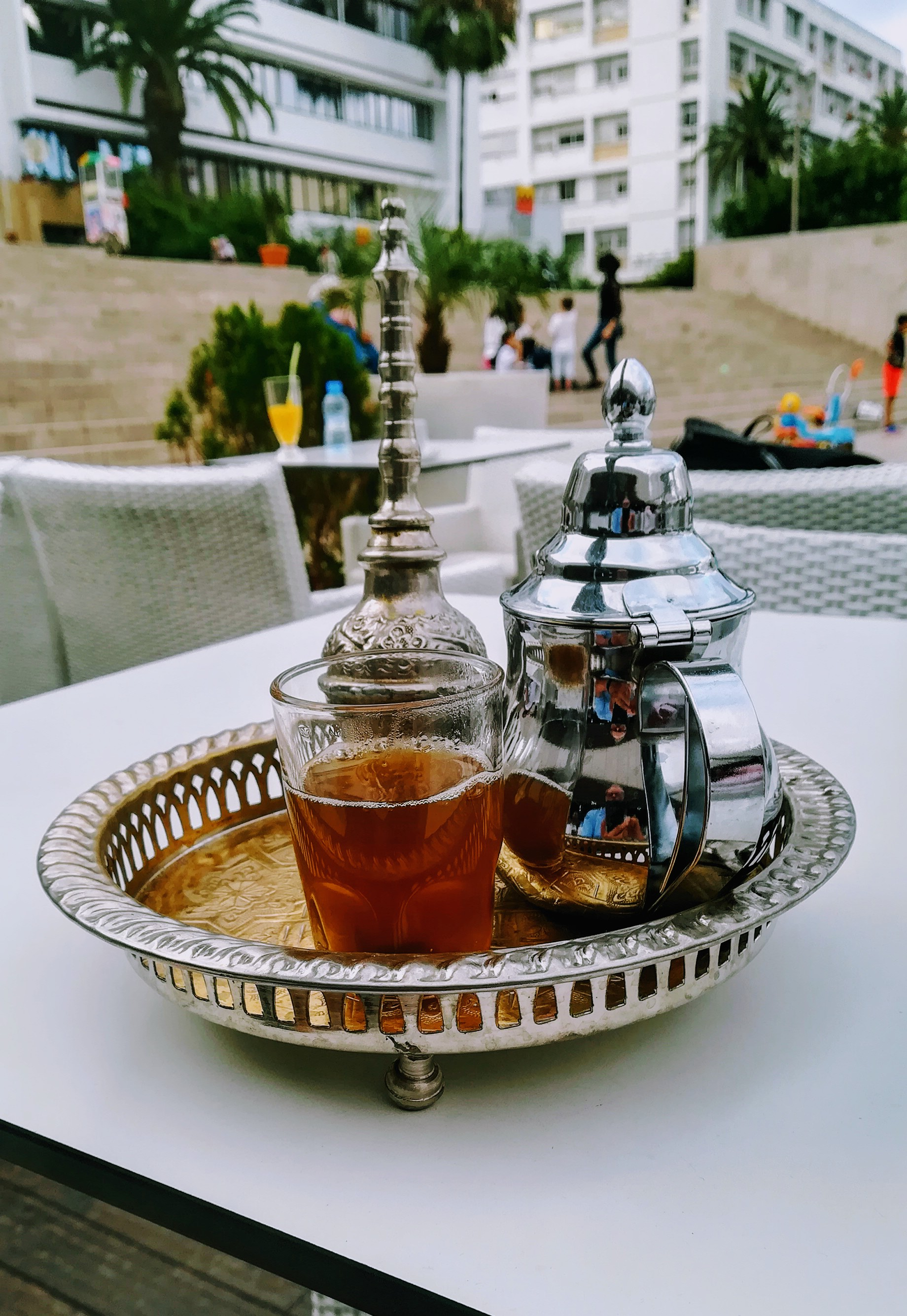
چای نعناع مراکشی

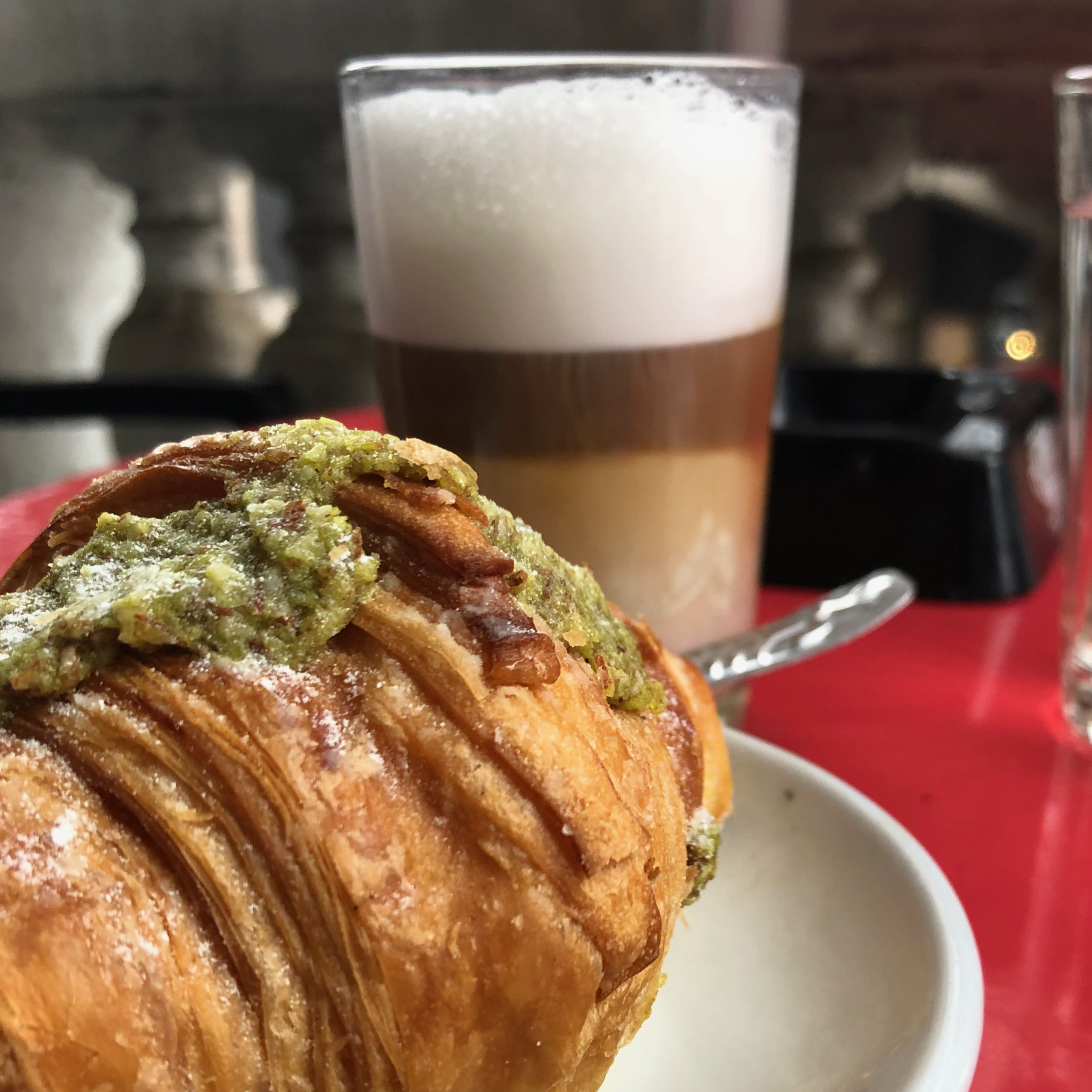
کروسان پسته ای که با نان نوش جان (نص-نص سرو می‌شود «نیمه-نیمه»، نوع مراکشی کافه کرم)، که در کافه‌ای در کازابلانکا سرو می‌شد.

محبوب‌ترین نوشیدنی در مراکش چای نعناع مراکشی است که به‌طور محلی اتای نامیده می‌شود. به‌طور سنتی، تهیه چای نعناع خوب در مراکش به‌عنوان یک هنر شناخته می‌شود و نوشیدن آن با دوستان و خانواده معمولاً یک سنت روزانه است. تکنیک ریختن چای به اندازه کیفیت خود چای اهمیت دارد. قوری‌های مراکشی دارای دهانه‌های بلند و منحنی هستند که این امکان را می‌دهد تا چای به‌طور یکنواخت از ارتفاع به داخل لیوان‌های کوچک ریخته شود. برای بهترین طعم، لیوان‌ها در دو مرحله پر می‌شوند. مراکشی‌ها به‌طور سنتی چای با حباب را دوست دارند، بنابراین در حین ریختن، قوری را بالای لیوان‌ها نگه می‌دارند. در نهایت، چای با حبه‌های قند سرو می‌شود. مراکش دارای پرتقال و نارنگی فراوانی است، بنابراین آب‌پرتقال تازه به‌راحتی پیدا می‌شود و قیمت آن نیز ارزان است.

## تنقلات و فست فود
فروش فست فود در خیابان‌ها مدت‌هاست که یک سنت بوده و بهترین نمونه آن میدان جمعه الفنا در مراکش است. معقوده یک نوع فریت از سیب‌زمینی است که در میان دانشجویان و افراد با درآمد متوسط، به‌ویژه در فاس، محبوب است. از دهه ۱۹۸۰، رستوران‌های اسنک جدید، به‌ویژه در شمال، شروع به ارائه بوکادیلوس (یک کلمه اسپانیایی برای ساندویچ) کردند.
فروشگاه‌های محصولات لبنی که به‌طور محلی محلبة (محْلَبة) نامیده می‌شوند، در سرتاسر کشور بسیار رایج هستند. این فروشگاه‌های لبنی معمولاً انواع مختلف محصولات لبنی، آب‌میوه، اسموتی و غذاهای محلی مانند بوکادیلوس، مسمن و حرشه را ارائه می‌دهند.
خانز و بنین (خانز وبنین "بدبو و خوشمزه") یک ساندویچ خیابانی ارزان و محبوب است.
غذای خیابانی محبوب دیگری در مراکش حلزون‌ها هستند که در آب‌گوشت خود در کاسه‌های کوچک سرو می‌شوند و با خلال دندان خورده می‌شوند.
در اواخر دهه ۱۹۹۰، چندین فرانچایز فست فود چندملیتی در شهرهای بزرگ رستوران‌هایی افتتاح کردند.

## سرآشپزها
از جمله کسانی که غذاهای مراکشی را به مخاطبان گسترده‌تری معرفی کرده‌اند، می‌توان به چومیخا، سرآشپز تلویزیونی، و الامین الحاج مصطفی النکیر، سرآشپز پادشاه سابق مراکش، حسن دوم، اشاره کرد.